# Armandia leptocirris
Armandia leptocirris är en ringmaskart som först beskrevs av Grube 1878.  Armandia leptocirris ingår i släktet Armandia och familjen Opheliidae. Inga underarter finns listade i Catalogue of Life.